# Флоріану-Пейшоту (Ріу-Гранді-ду-Сул)
Флоріану-Пейшоту (порт. Floriano Peixoto) — муніципалітет у Бразилії, входить до складу штату Ріу-Гранді-ду-Сул. Є складовою частиною мезорегіону Північний захід штату Ріу-Гранді-ду-Сул. Входить до економічно-статистичного мікрорегіону Ерешин. Населення становить 2190 чоловік (станом на 2006 рік). Займає площу 168,429 км².
| Бразилія | Це незавершена стаття з географії Бразилії. Ви можете допомогти проєкту, виправивши або дописавши її. |

1. 1 2 3 4 5  OpenStreetMap — 2004.